# Lina Maria Spieth
Lina Maria Spieth (* 1991 in Straubing) ist eine deutsche Schauspielerin.

## Leben
Die Schauspielerin Lina Maria Spieth aus Hunderdorf im Landkreis Straubing-Bogen besuchte von 2014 bis 2018 die Schauspielschule „Der Keller“ in Köln. Besetzt wird Spieth oft für komödiantische Rollen. Erste Rollen hatte die junge Schauspielerin schon während der Ausbildung. Sie spielte zum Beispiel in Köln am Theater „Der Keller“ und am Comedia Theater Köln. Seit 2019 steht die Niederbayerin auch für Fernsehrollen vor der Kamera. 2018 spielte sie in dem Film Wintermärchen von Regisseur Jan Bonny ihre erste Kinorolle.

## Filmografie
- 2018: Wintermärchen
- 2019: Mann, Sieber!
- 2019: Der Alte und die Nervensäge
- 2020: Hubert ohne Staller
- 2022: Schloss Goldbach – Promis viel zu nah

## Theaterengagements
- 2016: Peterchens Mondfahrt Theater der Keller
- 2017–2018: Play Galilei Comedia Theater Köln
- 2017–2018: Katzelmacher Theater der Keller
- 2018–2019: Michael Kohlhaas . I’m every woman Theater im Bauturm
- 2019: Der blaue Falke Comedia Theater Köln
- 2019: Das Aschenbrödel Kresch Theater Krefeld